# Крутова, Любовь Ивановна
Любовь Ивановна Крутова (26 мая 1929, Москва, РСФСР — 4 мая 2024, Пенза) — советский и российский экономист. Доктор экономических наук, профессор. Почётный работник высшего профессионального образования Российской Федерации (1999). Заслуженный экономист Пензенской области (2015). Профессор кафедры «Экономическая теория и международные отношения» ПГУ с 1970 по 2015 год.

## Биография
Родилась 26 мая 1929 года в г. Москве.
С 1964 по 1970 год работала на ответственных должностях: руководитель отдела науки и учебных заведений Пензенского обкома КПСС; депутат Пензенского областного Совета народных депутатов трудящихся; руководитель областного семинара пропагандистов по линии общества «Знание» на промышленных и сельскохозяйственных предприятиях, в колхозах и совхозах пензенской области.
В 1951 году окончила исторический факультет Омского государственного университета. В 1975 году завершила обучение в аспирантуре при Уральском государственном университете. В 1979 году успешно завершила обучение в докторантуре Ленинградского государственного университета.
С 1969 по 1970 год — проректор по научной работе ПГПИ им. В.Г. Белинского.
В ПГУ работала с 1970 года в должностях доцента и профессора.
С 1988 по 1989 год исполняла обязанности заведующего кафедрой «Политэкономия».
С 1970 по 2015 год — профессор кафедры «Экономическая теория и международные отношения».
Преподавала дисциплины «Экономика» и «Институциональная экономика».
В 2015 году вышла на заслуженный отдых. Проживает в г. Пензе.
Не стало 4 мая 2024 года в возрасте 94 лет.

## Научная деятельность
В 1987 году в ЛГУ им. А. А. Жданова защитила диссертация на соискание ученой степени доктора экономических наук по теме: «Экономическое плодородие почвы и его воспроизводство в условиях развитого социализма».
Являлась организатором научно-практических конференций. Принимала участие совместно с Санкт-Петербургским университетом в разработке программы РАН «Народы России): проблемы возрождения и развития» (раздел мотивации рационального природопользования) — 1991—1995 гг. Выступала с докладами на международных конференциях по экологическим проблемам (Болгария, 1984 г.), с докладом «Трансформации Российской экономической системы в процессе реформирования» - Саратов (1995 г.), Глобальные проблемы экологии – Ульяновск (1997 г.), научных конференциях Продовольственное обеспечение России (2001—2004 гг.).
Область научных интересов: аграрная теория (экономическое плодородие почвы), экономические проблемы экологи, общие проблемы развития рыночных отношений, закономерности переходной экономики РФ. Особое место в научной работе занимают исследование процесса формирования единой эколого-экономической системы в рыночной экономике, выяснение её основных элементов с учётом региональных условий Поволжья; экологические интересы и их сочетание с экономическими; мотивация рационального природопользования; социально-экономическое обеспечение экологической безопасности страны, государственное регулирование рационального природопользования и выработка научных основ экологической политики.

## Публикации
Автор более  150 опубликованных работ, в том числе 3 монографии и более 20 учебных пособий.
Некоторые труды:
- Крутова Л.И., Амирова Н.Р., Сафонова О.Н. Проблемы расширенного воспроизводства в агропромышленном комплексе при переходе на инновационно-инвестиционный путь развития экономики // Известия высших учебных заведений. Поволжский регион. Общественные науки. - 2013. - № 2. - С.112-121.

- Крутова Л.И., Счастливая Н.В. Фермерство в системе модернизации аграрного сектора Российской Федерации // Региональная экономика: теория и практика. - № 10 (289). - 2013. - С. 37-43

- Крутова Л.И., Васин С.М. Исторические предпосылки трансформационных изменений в промышленности региона  // Известия высших учебных заведений. Поволжский регион. Общественные науки. - 2012. - № 1. - С. 150-157.

- Крутова Л.И., Сергеева И.А. Развитие промышленности региона: государственное воздействие и саморегулирование // Известия высших учебных заведений. Поволжский регион. Общественные науки. - 2012. - № 1. - С.183-191.

- Крутова Л.И., Прошкина Л.А. Стратегия модернизации российской экономики в условиях мирового экономического кризиса // Известия высших учебных заведений. Поволжский регион. Общественные науки. - 2011. - № 2. - С. 18-28

- Крутова Л.И., Янина Т.Ф. Вклад малых форм хозяйствования в продовольственное обеспечение страны //  Известия Пензенского государственного педагогического университета им. В.Г. Белинского. Общественные науки. - № 24. - Пенза, ПГПУ, 2011. - С. 511-515.

## Награды
- Медаль «В ознаменование 100-летия со дня рождения Владимира Ильича Ленина» (1970);
- Медаль «Ветеран труда» (1984);
- Почётный работник высшего профессионального образования Российской Федерации (1999);
- Звание «Заслуженный экономист Пензенской области» (2015)[6];
- Почётный знак губернатора Пензенской области «Во славу земли Пензенской» (2009).